# James Marr (historien)
Ne doit pas être confondu avec James Marr (biologiste).
Pour les articles homonymes, voir Marr.
James Marr (1918-2009) est un biographe et historien de Guernesey.

## Biographie
James Marr est le fils de Léonard Marr et de Elvina Machon. Il fit ses études secondaires au collège Les Vauxbelets situé dans la paroisse de Saint-André au centre de l'île de Guernesey. Ensuite il continua ses études supérieures à Londres où il étudia les Sciences politiques et économiques.
Durant la Seconde Guerre mondiale, sa bonne connaissance du français lui permit de servir l'armée britannique en France, en Afrique du Nord, en Italie puis en Autriche.
Après la guerre, il fut un temps professeur à Londres, notamment en sciences humaines où il se passionna pour l'histoire de son île natale, Guernesey ainsi que de l'île voisine de Jersey. Il commença alors une recherche historique sur le passé des îles Anglo-Normandes.
En 1982, il publia The History of Guernsey: the Bailiwick's Story, le plus important livre sur l'histoire de Guernesey depuis celui de son compatriote historien Ferdinand Brock Tupper paru au XIXe siècle.